# Constante de Robbins
En géométrie, la constante de Robbins, du nom du mathématicien américain David P. Robbins (en), est la distance moyenne entre deux points pris au hasard dans le cube unité (côté de longueur 1).
Elle est égale par définition à l'intégrale sextuple {\displaystyle I=\int \limits _{[0,1]^{6}}{\sqrt {(x_{2}-x_{1})^{2}+(y_{2}-y_{1})^{2}+(z_{2}-z_{1})^{2}}}dx_{1}dx_{2}dy_{1}dy_{2}dz_{1}dz_{2}} dont le calcul donne
{\displaystyle {\frac {4+17{\sqrt {2}}-6{\sqrt {3}}-7\pi }{105}}+{\frac {\ln(1+{\sqrt {2}})}{5}}+{\frac {2\ln(2+{\sqrt {3}})}{5}}},
soit environ {\displaystyle 0{,}6617} (décimales données par la suite  A073012 de l'OEIS) .
Remarque : 
- la distance moyenne entre deux points du segment unité vaut {\displaystyle 1/3}
- la distance moyenne entre deux points du carré unité vaut {\displaystyle {\frac {2+{\sqrt {2}}+5\ln({\sqrt {2}}+1)}{15}}\approx 0,5214}, voir la suite A091505 de l'OEIS
- la distance moyenne entre deux points du disque unité (rayon 1) vaut {\displaystyle {\frac {128}{45\pi }}\approx 0,9054}, voir la suite A093070  de l'OEIS.

## Étapes de la démonstration du résultat ci-dessus
Si u et v suivent une loi uniforme alors {\displaystyle w=|u-v|} suit une loi triangulaire de fonction de répartition {\displaystyle 2(1-w)}. Donc en posant {\displaystyle x=|x_{2}-x_{1}|,y=|y_{2}-y_{1}|,z=|z_{2}-z_{1}|}, {\displaystyle I=8\int \limits _{[0,1]^{3}}{\sqrt {x^{2}+y^{2}+z^{2}}}(1-x)(1-y)(1-z)dxdydz} ; on passe ensuite en coordonnées sphériques.